# 勒热内-圣伊勒
勒热内-圣伊勒（法語：Le Genest-Saint-Isle，法語發音：[lə ʒənɛ sɛ̃.t‿il]）是法国马耶讷省的一个市镇，位于该省中西部，属于拉瓦勒区。该市镇于1972年由原市镇勒热内（Le Genest）和圣伊勒（Saint-Isle）合并而成。

## 地理
勒热内-圣伊勒（48°5'54"N, 0°53'20"W）面积18.59 平方千米，位于法国卢瓦尔河地区大区马耶讷省，该省份为法国西北部内陆省份，北起芒什省和奧恩省，西接伊勒-维莱讷省，南至曼恩-卢瓦尔省，东临萨尔特省。
与勒热内-圣伊勒接壤的市镇（或旧市镇、城区）包括：圣贝特万、卢瓦龙-吕耶、拉布吕拉特、奥利韦、圣旺德图瓦、尚热。
勒热内-圣伊勒的时区为UTC+01:00、UTC+02:00（夏令时）。

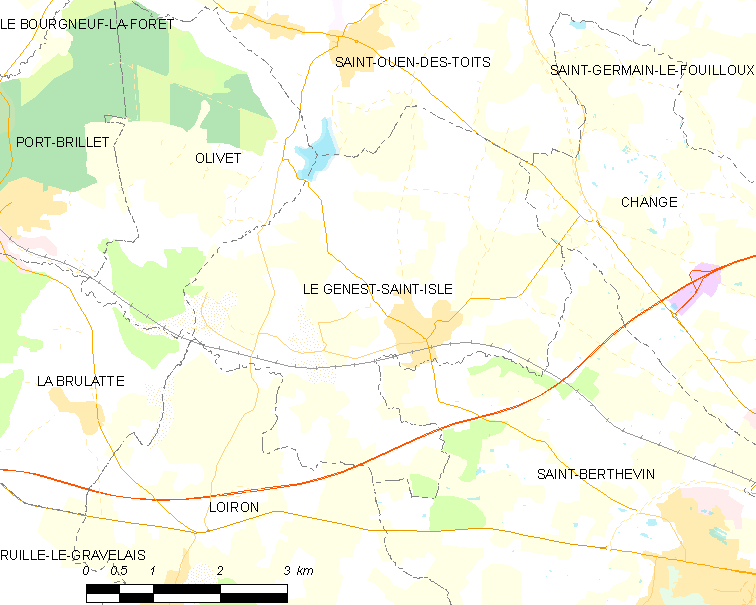
勒热内-圣伊勒的OSM定位图

## 行政
勒热内-圣伊勒的邮政编码为53940，INSEE市镇编码为53103。

## 政治
勒热内-圣伊勒所属的省级选区为卢瓦龙-吕耶县。

## 交通
- 勒热内-圣伊勒站

## 人口

1962-2008年间勒热内-圣伊勒人口变化图示

勒热内-圣伊勒于2022年1月1日时的人口数量为2127人。